# نمایه مقالات جامعه‌شناسی
نمایه مقالات جامعه‌شناسی (به انگلیسی: Index of sociology articles) فهرستی از نمایه مقالات جامعه‌شناسی است.
برای فهرست کوتاه‌تر، به فهرست موضوعات اساسی جامعه‌شناسی مراجعه کنید.

## آ
سقط جنین — فقر مطلق — موقعیت اکتسابی — بیماری حاد — سازگاری — بزرگسالی — نظریه کنترل اثر — تبعیض مثبت — ازخودبیگانگی اجتماعی — درجه سنی — هرم جمعیت — پیری در مکان — سن‌گرایی — عاملیت — پارادایم AGIL — مجموعه — عمر — جامعه زراعی — تجارت کشاورزی — ایدز — آلودگی هوا — الکلیسم — آلترمدرن — بیگانگی — قانون زمین اتباع خارجی — پادفرهنگ — ایثار — بیماری آلزایمر — آمائه — اختلاط نژادی — آمریکایی شدن — آناباپتیست — آنارشیسم — آندروجینی — حیوان‌آزاری — آنیمیسم — نام‌پریشی — آنومی — انسان شناسی — ضد اثبات‌گرایی — یهود ستیزی — آپارتاید — آپولونی — علوم کاربردی — تخیل — تکنولوژی مناسب — دیرینه‌شناسی دانش — مسابقه تسلیحاتی — تجارت تسلیحات — ازدواج سنتی — ریاضت‌طلبی — آزمایش همنوایی اش — وضعیت سنتی — همگون‌سازی — زندگی با کمک — اسناد (روان‌شناسی) — خودبسندگی — عمل معتبر — شخصیت اقتدارگرا  — اقتدارگرایی — اقتدار — خودکامگی — اتوماسیون — آوانگارد

## H
عادت‌واره - سازمان حفظ سلامت — سلطه — همجنس‌گراهراسی — دگرجنس‌گرایی — برنامه درسی پنهان — حلقه‌های عالی — آموزش عالی — اسپانیایی — ماتریالیسم تاریخی — جامعه‌شناسی تاریخی — هولوکاست - بی‌خانمانی - هموفوبیا - همجنس‌گرایی - خانه‌داری - شکارچی-گردآورنده - بوم‌شناسی انسانی - دوره‌گرایی - واقعیت حاد - فرضیه - قتل ناموسی

## J
ژاپنی شدن — قوانین جیم کرو — جینگوئیسم — یهودیت — عدالت توزیعی — بزهکاری نوجوانان

## k
انتخاب خویشاوندی - خویشاوندی - مهربانی

## N
دولت ملی — ملی گرایی — طبیعت — استعمار نو — نئولیبرالیسم — نسبت‌های خانوادگی — تقسیم کار بین المللی جدید — کنشگر غیردولتی — موانع غیرتعرفه‌ای — هنجار — نوع هنجاری — ناهنجاری — خانواده هسته‌ای

## O
عینیت — الیگارشی — انحصار چندتایی — امنیت هستی‌شناختی — هستی‌شناسی — همبستگی ارگانیک — سازمان — رفتار سازمانی — مطالعات سازمانی — جرایم سازمان یافته

## Q
پژوهش کیفی - پژوهش کمی

## T
تابو — تایلورسازی — تکنولوژی — تروریسم — بخش سوم اقتصاد — روشنگری — رنسانس — رویکرد نظری — نظریه — جهان سوم — کل مؤسسه — جنگ تمام‌عیار - توتالیتاریسم - توتِم‌گرایی - توتم — شبکه تجاری — دولت سنتی — تراجنسیتی — شرکت فراملی —   اعتماد - مزاج

## U
ناهشیار - طبقه زیردست - توسعه نیافته — بیکاری — فرگشت تک‌خطی — عواقب ناخواسته — اتحادیه‌ها — مراقبت سلامتی همگانی — طبقه بالا — بوم‌شناسی شهری — نوسازی شهری — شهرگرایی — شهرنشینی — جامعه‌شناسی شهری

## V
ارزش — نظریه ارزش افزوده — تفهم — تحرک اجتماعی — منافع اختصاصی (نظریه ارتباط) — جرم بدون قربانی — خشونت — جامعه‌شناسی تصویری

## W
ثروت — رفاه برای ابرشرکت‌ها — رفاه — دولت رفاه — کمپین زمزمه — جرم یقه‌سفید — گریز سفیدپوستان — گناه سفید — امتیاز پوست سفید — جنبش آزادی زنان — کار — طبقه کارگر — نظریه نظام‌های جهانی

## X
بیگانه‌هراسی - بیگانه‌گرایی

## y
جوانی — خرده فرهنگ جوانان — رفاه جوانان

## z
رشد جمعیت صفر
لطفا با افزودن مقالات مرتبط به این فهرست به ویکی‌پدیا:ویکی‌پروژه جامعه‌شناسی کمک کنید. مقالاتی که با علامت قرمز مشخص شده اند هنوز ایجاد نشده اند.